# فرناند ديفيد
فرناند ديفيد (بالفرنسية: Fernand David)‏ هو سياسي فرنسي، ولد في 18 أكتوبر 1869 في فرنسا، وتوفي في 17 يناير 1935 في باريس في فرنسا. حزبياً، نشط في التحالف الجمهوري الديمقراطي وIndependent Radicals ‏. وقد انتخب عضو مجلس الشيوخ في الجمهورية الفرنسية الثالثة وانتخب نائب فرنسي.